# خوارزمية القانون A
خوارزمية القانون A (بالإنجليزية: A-Law Algorithm)‏ هي خوارزمية ضغط قياسية، تُستخدم في أنظمة الاتصالات الرقمية ضمن التسلسل الرقمي الأوروبي.

## الشرح
يُعد "قانون A" إحدى طرق ضغط الإشارات التناظرية، ويُستخدم بشكل خاص لتحسين النطاق الديناميكي لتلك الإشارات. ويُطبَّق هذا الأسلوب في مجالات نقل الصوت أو البيانات الصوتية، حيث يُسهم في تقليل النطاق الترددي المطلوب لنقل الإشارة. تُشرف على تطوير وصيانة هذا النوع من أنظمة ضغط الصوت اللجنة المعنية بتقييس الاتصالات في الاتحاد الدولي للاتصالات (ITU-T). وتتميّز خوارزميات الضغط القائمة على قانون A بقدرتها على توفير دقة عالية في تمثيل الإشارات ذات السعة المنخفضة، مع الحفاظ على النطاق الديناميكي الكلي، فضلاً عن انخفاض متطلبات المعالجة اللازمة لفك تشفير الإشارات المضغوطة باستخدام هذه التقنية.

## المعادلة
{\displaystyle y={\begin{cases}\displaystyle {\frac {A|x|}{1+\log A}}\operatorname {sgn} (x)&{\text{for }}0\leq |x|<{\frac {V}{A}}\\\displaystyle {\frac {V(1+\log(A|x|V))}{1+\log A}}\operatorname {sgn} (x)&{\text{for }}{\frac {V}{A}}<|x|\leq V\end{cases}}\cdot \operatorname {sgn} (x)}
حيث A هو معامل قانون A للضاغط، وV هو مقدار ذروة الإشارة لـ x، وlog هو اللوغاريتم الطبيعي، وsgn هي دالة الإشارة. قيمة A الأكثر استخدامًا هي 87.6. يمكن أن يكون للمدخل أي شكل أو حالة إطار. تعالج هذه الكتلة كل عنصر متجه بشكل مستقل.